# Goalball nos Jogos Pan-Arábicos de 2011
O torneio de goalball nos Jogos Pan-Arábicos de 2011 ocorreu entre 13 e 20 de dezembro, no Al-Sadd Sports Club, em Doha, no Qatar. Onze seleções disputaram o evento, exclusivamente masculino.

## Países participantes
| - Arábia Saudita - Argélia - Bahrein - Egito | - Emirados Árabes Unidos - Iraque - Líbano - Líbia | - Catar (país-sede) - Palestina - Sudão |

## Resultados

### Primeira fase
|  | Equipes classificadas à próxima fase |
|  | Equipes eliminadas                   |

#### Grupo A
| Equipe    | J | V | E | D | GP | GC | SG  |
| --------- | - | - | - | - | -- | -- | --- |
| Argélia   | 5 | 5 | 0 | 0 | 55 | 7  | +48 |
| Egito     | 5 | 4 | 0 | 1 | 49 | 21 | +28 |
| Catar     | 5 | 3 | 0 | 2 | 39 | 29 | +10 |
| Palestina | 5 | 2 | 0 | 3 | 26 | 45 | -19 |
| Sudão     | 5 | 1 | 0 | 4 | 18 | 49 | -31 |
| Líbano    | 5 | 0 | 0 | 5 | 21 | 57 | -36 |

| 13 de dezembro de 2011 Al-Sadd Sports Club - Indoor Hall, Doha |      |           |
| Argélia                                                        | 10-0 | Palestina |
| Líbano                                                         | 3-13 | Egito     |
| Sudão                                                          | 0-10 | Catar     |
| 14 de dezembro de 2011 Al-Sadd Sports Club - Indoor Hall, Doha |      |           |
| Egito                                                          | 10-4 | Catar     |
| Líbano                                                         | 8-11 | Palestina |
| Argélia                                                        | 10-0 | Sudão     |
| 15 de dezembro de 2011 Al-Sadd Sports Club - Indoor Hall, Doha |      |           |
| Palestina                                                      | 1-11 | Egito     |
| Sudão                                                          | 13-8 | Líbano    |
| Argélia                                                        | 13-3 | Catar     |
| 16 de dezembro de 2011 Al-Sadd Sports Club - Indoor Hall, Doha |      |           |
| Palestina                                                      | 5-13 | Catar     |
| Argélia                                                        | 11-1 | Líbano    |
| Sudão                                                          | 2-12 | Egito     |
| 17 de dezembro de 2011 Al-Sadd Sports Club - Indoor Hall, Doha |      |           |
| Sudão                                                          | 3-9  | Palestina |
| Argélia                                                        | 11-3 | Egito     |
| Líbano                                                         | 1-9  | Catar     |

#### Grupo B
| Equipe                 | J | V | E | D | GP | GC | SG  |
| ---------------------- | - | - | - | - | -- | -- | --- |
| Iraque                 | 4 | 4 | 0 | 0 | 41 | 6  | +35 |
| Arábia Saudita         | 4 | 3 | 0 | 1 | 28 | 17 | +11 |
| Emirados Árabes Unidos | 4 | 2 | 0 | 2 | 20 | 29 | -9  |
| Líbia                  | 4 | 1 | 0 | 3 | 23 | 29 | -6  |
| Bahrein                | 4 | 0 | 0 | 4 | 11 | 42 | -31 |

| 13 de dezembro de 2011 Al-Sadd Sports Club - Indoor Hall, Doha |      |                        |
| Iraque                                                         | 9-4  | Arábia Saudita         |
| Bahrein                                                        | 4-14 | Líbia                  |
| 14 de dezembro de 2011 Al-Sadd Sports Club - Indoor Hall, Doha |      |                        |
| Bahrein                                                        | 3-12 | Arábia Saudita         |
| Iraque                                                         | 11-1 | Emirados Árabes Unidos |
| 15 de dezembro de 2011 Al-Sadd Sports Club - Indoor Hall, Doha |      |                        |
| Líbia                                                          | 6-10 | Emirados Árabes Unidos |
| Iraque                                                         | 10-0 | Bahrein                |
| 16 de dezembro de 2011 Al-Sadd Sports Club - Indoor Hall, Doha |      |                        |
| Arábia Saudita                                                 | 4-2  | Líbia                  |
| Emirados Árabes Unidos                                         | 6-4  | Bahrein                |
| 17 de dezembro de 2011 Al-Sadd Sports Club - Indoor Hall, Doha |      |                        |
| Iraque                                                         | 11-1 | Líbia                  |
| Emirados Árabes Unidos                                         | 3-8  | Arábia Saudita         |

### Fase final
|  | Quartas-de-final (19-12-2011) | Quartas-de-final (19-12-2011) | Quartas-de-final (19-12-2011) |         |    | Semifinais (20-12-2011) | Semifinais (20-12-2011) | Semifinais (20-12-2011) |                     |  | Final (20-12-2011) | Final (20-12-2011) | Final (20-12-2011) |
|  |                               |                               |                               |         |    |                         |                         |                         |                     |  |                    |                    |                    |
|  | 1                             | Iraque                        | 10                            |         |    |                         |                         |                         |                     |  |                    |                    |                    |
|  | 4                             | Palestina                     | 0                             |         |    |                         |                         |                         |                     |  |                    |                    |                    |
|  | 4                             | Palestina                     | 0                             |         |    | Iraque                  | 11                      |                         |                     |  |                    |                    |                    |
|  |                               |                               |                               |         |    | Iraque                  | 11                      |                         |                     |  |                    |                    |                    |
|  |                               |                               | Egito                         | 5       |    |                         |                         |                         |                     |  |                    |                    |                    |
|  | 2                             | Egito                         | Egito                         | 5       | 12 |                         |                         |                         |                     |  |                    |                    |                    |
|  | 2                             | Egito                         |                               |         | 12 |                         |                         |                         |                     |  |                    |                    |                    |
|  | 3                             | Emirados Árabes Unidos        | 4                             |         |    |                         |                         |                         |                     |  |                    |                    |                    |
|  |                               |                               |                               |         |    |                         |                         |                         |                     |  |                    | Iraque             | 5                  |
|  |                               |                               |                               | Argélia | 2  |                         |                         |                         |                     |  |                    |                    |                    |
|  | 1                             | Argélia                       | 6                             |         |    |                         |                         |                         |                     |  |                    |                    |                    |
|  | 4                             | Líbia                         | 1                             |         |    |                         |                         |                         |                     |  |                    |                    |                    |
|  | 4                             | Líbia                         | 1                             |         |    | Argélia                 | 8                       |                         |                     |  |                    |                    |                    |
|  |                               |                               |                               |         |    | Argélia                 | 8                       |                         |                     |  |                    |                    |                    |
|  |                               |                               | Arábia Saudita                | 1       |    |                         | Disputa pelo bronze     | Disputa pelo bronze     | Disputa pelo bronze |  |                    |                    |                    |
|  | 2                             | Arábia Saudita                | 3                             |         |    |                         |                         | Egito                   | 4                   |  |                    |                    |                    |
|  | 3                             | Catar                         | 2                             |         |    |                         |                         |                         |                     |  |                    | Arábia Saudita     | 6                  |

## Classificação final
| Pos.              | Equipe                 |
| ----------------- | ---------------------- |
| Medalha de ouro   | Iraque                 |
| Medalha de prata  | Argélia                |
| Medalha de bronze | Arábia Saudita         |
| 4                 | Egito                  |
| 5                 | Catar                  |
| 6                 | Líbia                  |
| 7                 | Emirados Árabes Unidos |
| 8                 | Palestina              |
| 9                 | Bahrein                |
| 10                | Sudão                  |
| 11                | Líbano                 |